# Vòng loại Giải vô địch bóng đá thế giới 2006 – Khu vực châu Á (Vòng 4)
Các trận đấu thuộc vòng 4 của vòng loại Giải vô địch bóng đá thế giới 2006 khu vực châu Á được tổ chức vào ngày 8 tháng 10 và 12 tháng 10 năm 2005.

## Thể thức
Hai đội đứng thứ ba ở hai bảng đấu tại vòng 3 sẽ đối đầu với nhau trong hai lượt trận trên sân nhà và sân khách theo thể thức loại trực tiếp. Đội thắng cuộc ở vòng này sẽ giành quyền thi đấu play-off với đại diện đến từ CONCACAF (Trinidad và Tobago) để tranh tấm vé còn lại tham dự FIFA World Cup 2006.

## Tóm tắt
Trận đấu lượt đi ban đầu được diễn ra vào ngày 3 tháng 9 năm 2005, nhưng đã được FIFA yêu cầu đá lại sau một sai lầm của trọng tài. Khi Uzbekistan dẫn trước 1–0, họ được hưởng một quả phạt đền nhưng trọng tài không công nhận bàn thắng và cho Bahrain một quả phạt gián tiếp vì phạm lỗi. Phía Uzbekistan đã đề nghị được xử thắng 3–0 hoặc bắt đầu trận đá lại từ phút 39, khi họ đang dẫn 1–0 và được chơi hơn người.
| Đội 1      | TTS     | Đội 2   | Lượt đi | Lượt về |
| ---------- | ------- | ------- | ------- | ------- |
| Uzbekistan | 1–1 (a) | Bahrain | 1–1     | 0–0     |

## Các trận đấu
| Uzbekistan    | Hủy bỏ   | Bahrain |
| ------------- | -------- | ------- |
| - Qosimov 12' | Chi tiết |         |

| Uzbekistan    | 1–1      | Bahrain    |
| ------------- | -------- | ---------- |
| Shatskikh 19' | Chi tiết | Yousef 17' |

| Bahrain | 0–0      | Uzbekistan |
| ------- | -------- | ---------- |
|         | Chi tiết |            |

Tổng tỷ số là 1–1. Bahrain giành chiến thắng theo luật bàn thắng sân khách và sẽ gặp đại diện đến từ CONCACAF (Trinidad và Tobago) để tranh một suất tham dự FIFA World Cup 2006.